# Jürgen Eschert
Jürgen Eschert (Magdeburgo, 24 agosto 1941) è un ex canoista tedesco.
Ha vinto una medaglia d'oro nel C1 1000 m a Tokyo 1964.

## Palmarès
- Olimpiadi
  - Tokyo 1964: oro nel C1 1000 m.